# Aldabranas cabri
Aldabranas cabri — викопний вид гусеподібних птахів родини Качкові (Anatidae). Птах існував у кінці плейстоцену. Скам'янілі рештки виду знайдені на атолі Альдабра з групи Сейшельських островів в Індійському океані. Цей вид був описаний на основі знайдених решток декількох кісток, які походять з плейстоценових відкладень. Ці відкладення також містять кістки сучасного виду пастушка Dryolimnas cuvieri aldabranus (Gunther). 
Ця качка була трохи більша, ніж крижень (Anas platyrhynchos (L.)) і адаптована до наземного способу життя.